# 彰化縣芬園鄉富山國民小學
彰化縣芬園鄉富山國民小學簡稱為富山國小，位於臺灣彰化縣芬園鄉，乃該鄉之縣立國民小學。該校自2011年起推動學生騎獨輪車運動，為其特色之一。其發展多元之民俗體育之運動，包含陀螺、獨輪車、扯鈴、撥拉棒、滾鐵圈，並在該校校慶上作為表演以及競賽項目。

## 校史沿革
1976年經大埔村、舊社村地方人士奔走，募款購得現校址土地。1978年9月成立彰化縣芬園鄉芬國國民小學富山分班。1980年8月1日改為彰化縣芬園鄉芬國國民小學富山分校。1983年8月1日獨立為彰化縣芬園鄉富山國民小學。

## 歷任校長
1. 張炳南：1980年-1982年（兼任分校主任）
2. 賴忠勇：1982年-1983年（分校主任）
3. 張如桂：1983年-1987年
4. 蕭富雄：1987年-1990年
5. 邱順慶：1990年-1995年
6. 蔡益從：1995年-2006年
7. 凃盛發：2006年-2013年
8. 黃善貴：2013年- 2017年
9. 鄭孟忠：2017年-迄今

## 學區
芬園國小的學區包含該鄉之大埔村、舊社村等。